# Тассо Куцукос
Тассо Куцукос (англ. Tasso Koutsoukos, нар. 4 квітня 1959, Монреаль) — канадський футболіст, який грав на професійному рівні в клубах NASL, Major Indoor Soccer League та Канадської професійної футбольної ліги. Він також тренував клуб «Монреаль Імпакт» у Національній професійній футбольній лізі.

## Ігрова кар'єра
Куцукос розпочав грати у футбол за університетстку команду Массачусетського університету в Емгерсті. У 1977 році він отримав почесну відзнаку (третя команда) асоціації студентського спорту. У 1980 році команда «Чикаго Стінг» обрала Куцукоса на драфті Північноамериканської футбольної ліги. Протягом 2 років він грав на традиційних відкритих стадіонах за чиказьку команду. 13 червня 1982 року «Стінг» обміняла Куцукоса в «Талса Рафнекс» в обмін на Тіма Твеллмена та Джона Тиму. Восени 1982 року він повернувся до «Чикаго Стінг», який тоді грав у шоубольній лізі Major Indoor Soccer League. У 1983 році Тассо Куцукос грав за «Інтер-Монреаль». Пізніше він підписав контракт як вільний агент з шоубольною командою «Канзас-Сіті Кометс». 31 січня 1986 року «Кометс» обміняли Куцукоса до «Міннесота Страйкерс» в обмін на Джона Бейна. 26 лютого 1987 року «Страйкерс» продали контракт Куцукоса «Канзас-Сіті Кометс». У 1988 році футболіст перейшов до команди «Монреаль Супра» Канадської професійної футбольної ліги.

## Тренерська кар'єра
У 1998 році Куцукос працював головним тренером команди Національної професійної футбольної ліги «Монреаль Імпакт».